# Iberdrola (equip ciclista)
L'Iberdrola, també conegut com a Iberdrola-Loinaz, va ser un equip ciclista de categoria amateur, registrat al País Basc, que tenia com a patrocinador principal Iberdrola. Competia fonamentalment en el calendari amateur basco-navarrès, on es trobaven algunes de les curses més prestigioses de la categoria a nivell nacional. La formació actuava com a planter o filial de l'equip ciclista professional ONCE dirigit per Manolo Saiz, i els seus ciclistes provenien tant del País Basc i Navarra com d'altres comunitats autònomes, que anaven a l'equip per córrer l'exigent calendari basco-navarrès i fer el salt al professionalisme, atrets a més per la relació de l'equip amb l'ONCE. Aquests ciclistes forasters compartien pis en poblacions com Azpeitia.
Un altre equip amb una funció semblant a la de l'Iberdrola per a l'ONCE era l'Olarra-Ercoreca per a la Fundación Euskadi.
Entre els ciclistes que després de passar en categoria amateur per l'Iberdrola van arribar al camp professional hi ha Joaquim Rodríguez, Xavier Florencio, Alberto Contador i Juanma Gárate.